# Рязанов, Владимир Александрович
Владимир Александрович Рязанов (27 июля 1903 — 6 марта 1968) — советский и российский гигиенист, академик Академии медицинских наук СССР (1965), заслуженный врач РСФСР, член Коммунистической партии Советского Союза.

## Биография
Родился в Орле в 1903 г. Александр Петрович, отец, служил в полиции; Елена Павловна, мать, была домохозяйкой. В семье было ещё три сестры (Ольга, Елена, и Елизавета).
Школу окончил в 1920 году, в 1926 году закончил Воронежский институт, медицинский факультет. Во время учёбы женился на Марии Сергеевне Солнцевой. С 1928 г. работал санинспектором. Опубликовал три исследовательские работы в области гигиены труда, и в 1930 году его пригласили в Воронежский институт профзаболеваний. С 1931 по 1933 годы работал заведующим отделом гигиены в Институте профзаболеваний в Воронеже.
В 1933 г. Рязанова откомандировали в Пермь (Молотов), где он работал санитарным врачом Мотовилихинского завода. Одновременно работал научным сотрудником Свердловского института социального здравоохранения и гигиены, с 1934 стал заведующим отделом гигиены труда. С 1939 года занимал должность областного государственного санинспектора и заместителя заведующего Пермского облздравотдела. Читал лекции по школьной гигиене в Педагогическоминституте и по коммунальной гигиене в Медицинском институте.
Во время войны контролировал выполнение противоэпидемических мероприятий в крупном промышленном центре и транспортном узле (Пермь), и в области; за успешную работу награждён орденом Красная звезда и в 1944 году почётным званием "Заслуженный врач РСФСР". В 1943 году В. А. Рязанова избрали заведующим кафедрой коммунальной гигиены Пермского медицинского института. В 1945 году переведён в Москву заместителем государственного санитарного инспектора РСФСР и заместителем директора по научной работе НИИ гигиены им. Ф.Ф. Эрисмана.
В 1946—1952 годы был в должности заместителя министра здравоохранения РСФСР и главного государственного санинспектора РСФСР. По 1962 год — заведующий кафедры коммунальной гигиены Центрального института усовершенствования врачей, с 1962 года работал директором Института общей и коммунальной гигиены им. А. Н. Сысина. С 1964 года, на протяжении 2-х лет работал академиком-секретарём Отделения профилактической медицины Академии медицинских наук. В 1965 году избран академиком Академии медицинских наук СССР.
Скончался 6 марта 1968 года. Похоронен в Москве на Даниловском кладбище.

## Научная деятельность
В. А. Рязанов — основоположник такого направления, как гигиена атмосферного воздуха. Исследовал закономерности распространения промышленных выбросов в приземном слое атмосферы, сформулированы критерии вредности атмосферных загрязнений. В 1943 году защитил докторскую диссертацию по теме «Планировка городов в связи с проблемой дыма». Большой вклад в развитие науки внесла работа «Два направления в современной гигиенической науке» написанная в 1949 году. Был награждён премией им. Ф. Ф. Эрисмана в 1960 году за исследование по вопросам гигиены атмосферного воздуха. В 1954—1963 годы — главный редактор журнала «Гигиена и санитария».
Рязанов внёс большой вклад в развитие принципов санитарно-гигиенического нормирования загрязнения воздуха населённых мест (ПДК), вёл с коллегами работы по разработке ПДК для разных воздушных загрязнений. В частности, в СССР для разработки ПДК воздуха населённых пунктов использовали не только информацию об токсичном действии загрязнений, но и пороге восприятия запаха (газов), и влияния газов на высшую нервную деятельность (при концентрации, при которой запах не обнаруживается). Публикации о принципах, использованных при разработке ПДК вредных веществ в воздухе населённых мест были изданы в виде сборников в СССР, и затем переведены на английский язык и опубликованы в США Министерством торговли. В 1963 г. СССР был единственной страной в мире, где были национальные стандарты качества атмосферного воздуха; до 1948 г. 80% публикаций по теме были сделаны в СССР, на работы Рязанова ссылались западные специалисты.
Так как разработка ПДК занимала 2-3 года, и ежегодно разрабатывали ПДК для нескольких веществ, а промышленность использовала всё больше и больше новых химических соединений, гигиенисты не успевали удовлетворять потребности экономики. Поэтому, на основе уже разработанных ПДК, были получены формулы, учитывавшие химическое строение веществ для приближённой оценки их вредного влияния. На основе этой работы стали разрабатывать "Ориентировочно безопасные уровни воздействия" (ОБУВ).
Создал собственную научную школу.

## Награды и звания
- Орден Трудового Красного Знамени
- Орден Красной Звезды
- Орден «Знак Почёта»[1]